# Botero (Familienname)
Botero ist ein italienischer Familienname, der wie auch seine Varianten (Boter, Boteri, Botter, Botteri, Bottero) aus der italienischen Region Piemont, insbesondere aus der Gemeinde Bene Vagienna in der Provinz Cuneo, stammt und sich aus der Berufsbezeichnung für Böttcher herleitet.

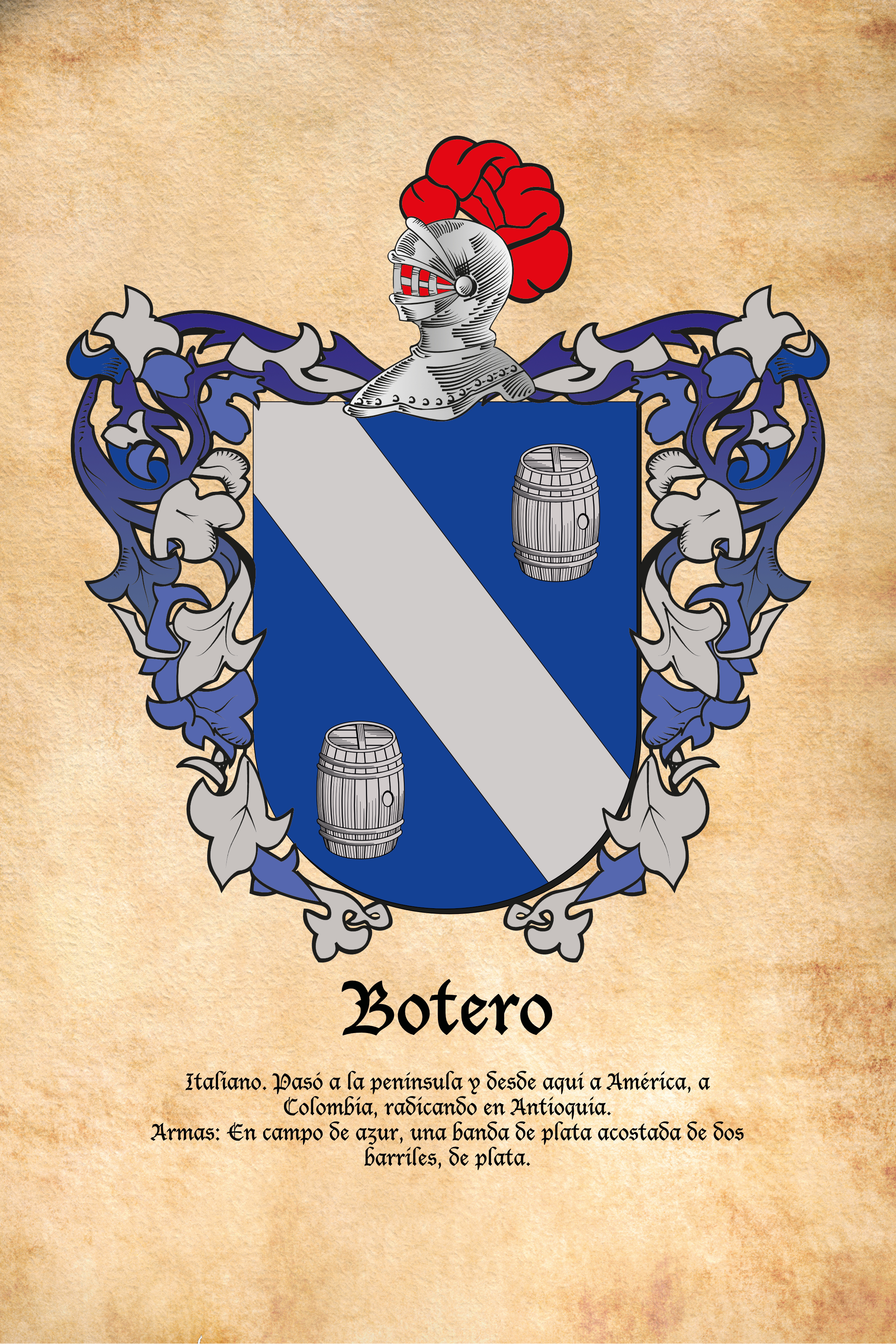
Heraldisches Wappen für den Familiennamen Botero

## Herkunft und Etymologie
Seine Ursprünge gehen auf das Mittelalter um 500 n. Chr. zurück, als Fässer hergestellt wurden, Behälter, in denen Flüssigkeiten und Feststoffe wie Wein, Wasser, Honig, Salz und Zucker transportiert wurden. Boterus war der Name, den man den Herstellern dieser Fässer in der Gemeinde Bene Vagienna gab.

### Eine bedeutende Persönlichkeit, geboren in der Gemeinde Bene Vagienna
In der Stadt Bene Vagienna wurde um das Jahr 1544 der Jesuitenpriester, Staatsmann, Ökonom und Schriftsteller Giovanni Botero Benese geboren. Botero war bekannt für seine literarischen, religiösen, historischen und politischen Werke und gilt als einer der größten italienischen Vertreter des Merkantilismus.

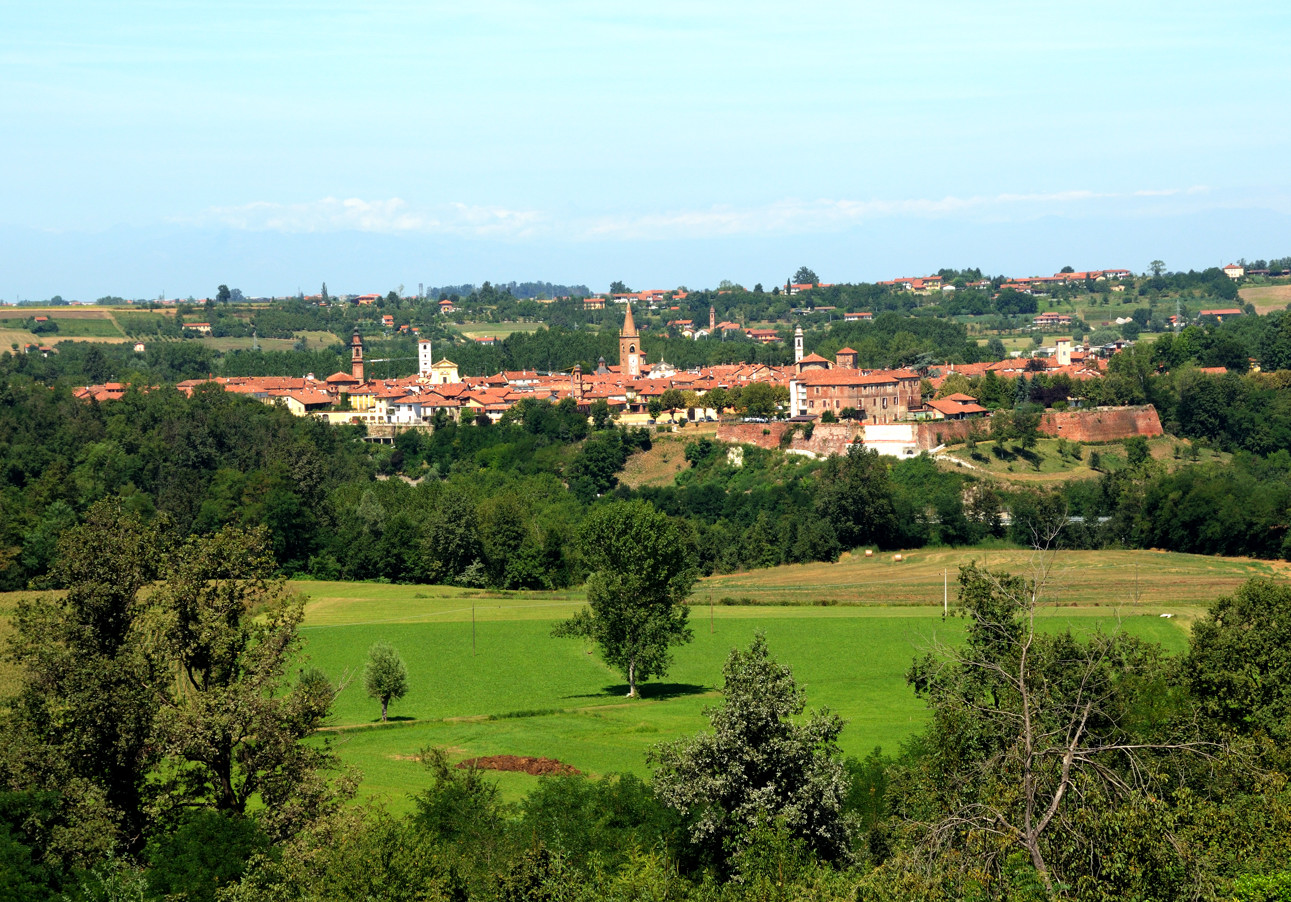
Gemeinde Bene Vagienna (Provinz Cuneo), Piemont, Italien

## Verbreitung des Familiennamens
Im 18. Jahrhundert wanderten Menschen mit diesem Nachnamen von Italien auf die Iberische Halbinsel und von dort auf den amerikanischen Kontinent, insbesondere nach Kolumbien, aus. In diesem Land tragen mehrere zehntausend Menschen diesen Nachnamen. Die Vereinigten Staaten von Amerika sind das Land mit der zweitgrößten Anzahl von Menschen mit diesem Nachnamen, gefolgt von Venezuela, Brasilien und Mexiko.

### Der Name Botero in Kolumbien
Gegenwärtig leben Mitglieder der Familie Botero in verschiedenen Regionen Kolumbiens, vor allem in der Stadt Medellín und in mehreren Gemeinden in Antioquia. Eine davon ist Rionegro, wo der Name auf den genuesischen Marineartilleristen Andrea Botero Bernavi (Andrés auf Spanisch) zurückgeht, der dort 1719 eine Familie gründete.
Auch in der kolumbianischen Kaffeeregion einschließlich der Städte Armenia, Manizales und Pereira sowie in anderen Gebieten wie Bogotá und Cali gibt es viele Menschen mit diesem Nachnamen.
Einer der bekanntesten Träger dieses Nachnamens ist Fernando Botero Angulo, ein in Medellín geborener Künstler.

## Namensträger
- Alberto Santofimio Botero (* 1942), kolumbianischer Politiker
- Elkin Fernando Álvarez Botero (1968–2023), kolumbianischer Geistlicher, Bischof von Santa Rosa de Osos
- Emilio Botero González (1884–1961), kolumbianischer römisch-katholischer Geistlicher, Bischof von Pasto
- Fernando Botero (1932–2023), kolumbianischer Maler, Bildhauer und Zeichner
- Fernando Botero Zea (* 1956), kolumbianischer Geschäftsmann und Politiker
- Giovanni Botero (1544–1617), italienischer politischer Theoretiker, Priester, Poet und Diplomat
- Guillermo Botero (* 1948), kolumbianischer Anwalt, Geschäftsmann, Dozent und Politiker
- Giuseppe Botero (1815–1885), italienischer Schriftsteller
- Jhonnatan Botero (* 1992), kolumbianischer Radrennfahrer
- Joaquín Botero (* 1977), bolivianischer Fußballspieler
- María Cecilia Botero (* 1955), kolumbianische Schauspielerin, Moderatorin und Journalistin
- Naty Botero (* 1980), kolumbianischer Model und Sänger
- Santiago Botero (* 1972), kolumbianischer Radrennfahrer
- Tulio Botero Salazar (1904–1981), römisch-katholischer Geistlicher